# Pierre-Simon Ballanche

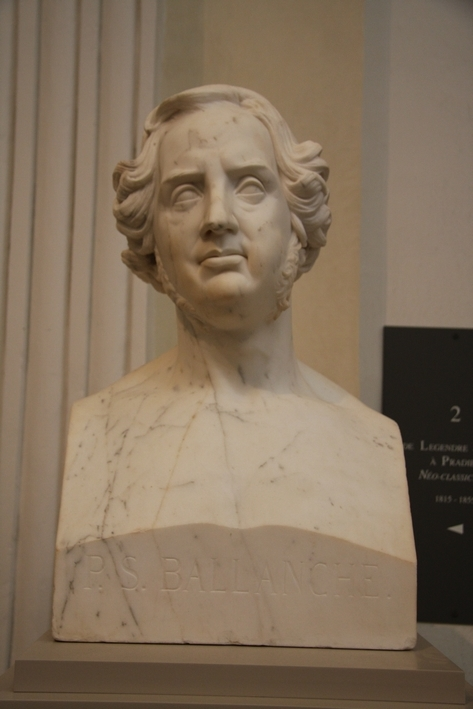
Büste Pierre-Simon Ballanches von Jean-Marie Bonnassieux im Musée des Beaux-Arts von Lyon

Pierre-Simon Ballanche (* 4. August 1776 in Lyon; † 12. Juni 1847 in Paris) war ein französischer Buchdrucker, Philosoph und Schriftsteller.
Als Sohn eines Buchdruckers erlernte er von diesem den väterlichen Beruf.
1842 wählte die Académie française Ballanche zum Nachfolger des verstorbenen Schriftstellers Alexandre-Vincent Pineux Duval (Fauteuil 4). Ihm selbst folgte am 6. Januar 1848 der Lyriker Jean Vatout nach.
Ballanche starb acht Wochen vor seinem 71. Geburtstag am 12. Juni 1847 in Paris und fand seine letzte Ruhestätte auf dem Montmartre-Friedhof, dem Cimetière de Montmartre.

## Ehrungen
In seiner Heimatstadt Lyon wurde der Place Ballanche nach ihm benannt.

## Werke (Auswahl)
Belletristik
- Inês de Castro. Nouvelle. 1811
- Antigone. 1814.
- Orpheus. 1829.

Philosophische Werke
- Essai de palingénésie sociale. 1820.
- Essais sur les institutions sociales. 1818.
- Le vieillard et le jeune homme. 1819.

Werkausgabe
- Œuvres complètes. Slatkine, Genf 1967 (Nachdr. d. Ausg. Paris 1833)